# Jean Aerts
Jean Aerts (Laken, 8 de setembre de 1907 - Bruges, 15 de juny de 1992) va ser un ciclista belga que fou professional entre 1929 i 1943. Son oncle, Émile Aerts, també ciclista, el va enviar a París en un pensionat particular que dona una formació professional a futurs ciclistes.
Durant aquests anys obtenir cinquanta victòries, entre elles dos Campionats del Món de ciclisme, un d'ells en categoria amateur i dotze etapes al Tour de França.

## Palmarès[2]
- 1927
  -  Campió del món amateur
  -  Campió de Bèlgica, amateur
- 1928
  -  Campió de Bèlgica, amateur
- 1929
  - 1r del Petit Tour del Sud-oest i vencedor de 2 etapes
  - 1r a Villenueve sur Lot
  - 1r al Circuit Chaloise
  - Vencedor de 5 etapes de la Volta a Catalunya
- 1930
  - 1r del Gran Premi de Mathonais
  - Vencedor d'una etapa del Tour de França
- 1931
  - 1r a la París-Brussel·les
  - 1r al Circuit de Midi
  - 1r a Wanze
- 1932
  - 1r del Gran Critèrium d'Europa a Niça
  - 1r a Gènova
  - Vencedor d'una etapa del Tour de França i maillor groc durant un dia
- 1933
  - 1r de la Volta a Bèlgica i vencedor de 3 etapes
  - Vencedor de 6 etapes al Tour de França
  - Vencedor d'una etapa a la París-Niça
- 1934
  - 1r a Boulogne sur Mer
  - 1r al Critèrium de Bâle
  - Vencedor d'una etapa a la Volta a Suïssa
- 1935
  -  Campió del Món
  - 1r a la París-Vichy
  - 1r al Critèrium de Zuric
  - Vencedor de 4 etapes al Tour de França
- 1936
  -  Campió de Bèlgica en ruta
  - 1r al Premi Dupré-Lapize (amb Kamiel Dekuysscher)
  - 1r al Critèrium de Pau
  - 1r a Brussel·les
- 1937
  - 1r al Critèrium de Londres
  - 1r als Sis dies de Brussel·les (amb Omer De Bruycker)
  - 1r als Sis dies de Nova York (amb Omer De Bruycker)
- 1941
  -  Campió de Bèlgica de mig fons
- 1942
  -  Campió de Bèlgica de mig fons

### Resultats al Tour de França
- 1929. Abandona (10a etapa)
- 1930. Abandona (13a etapa) i vencedor d'una etapa
- 1932. 13è de la classificació general, vencedor d'una etapa i líder durant 1 dia
- 1933. 9è de la classificació general i vencedor de 6 etapes
- 1935. 29è de la classificació general i vencedor de 4 etapes

### Resultats al Giro d'Itàlia
- 1931. Abandona